# Onthophagus transisthmius
Onthophagus transisthmius är en skalbaggsart som beskrevs av Henry Fuller Howden och Young 1981. Onthophagus transisthmius ingår i släktet Onthophagus och familjen bladhorningar. Inga underarter finns listade i Catalogue of Life.